# 広島電鉄570形電車

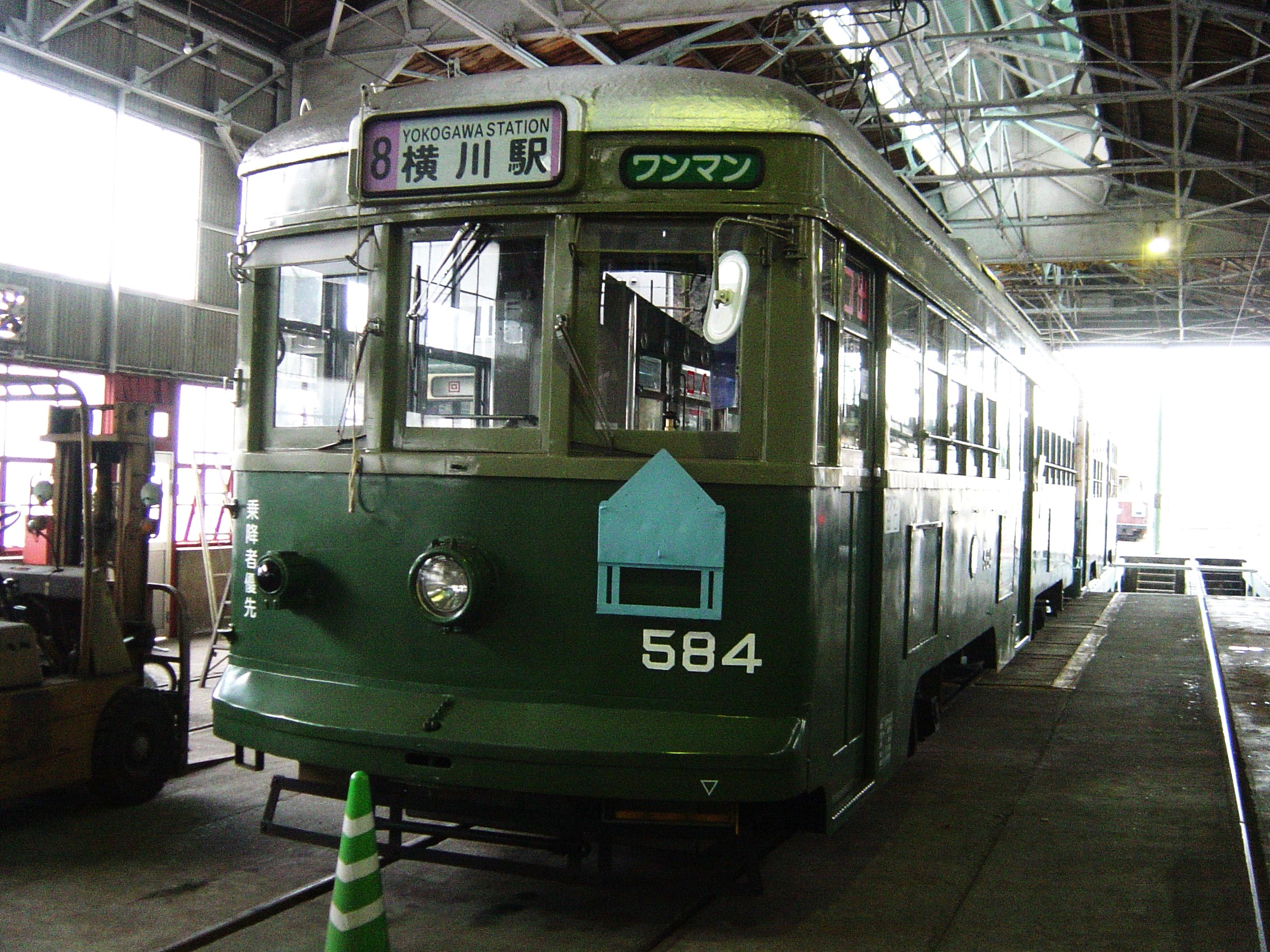
2006年6月に廃車された584号車（2005年1月 江波車庫）

広島電鉄570形電車（ひろしまでんてつ570かたでんしゃ）とは、1971年に神戸市電の500形を譲り受けた広島電鉄の路面電車である。

## 概要
広島電鉄は輸送力強化や車両更新を図るため各地の廃業した路面電車車両を買い取り、神戸市電からはワンマンカー29両を購入。このうち570形の元となる神戸市電500形は、最後まで残っていた車体更新車18両（571～580・583～587・590～592）のうち、事故廃車された583号を除く17両が広島電鉄に譲渡された。これらの車輌は、1971年11月から運行。市電全廃の翌日より、数両ずつ広島に輸送され、殆ど改造されず、若干の整備の上入線した。なお、欠番を埋めるために590～592が改番され、車番が571～587に整理された。
元大阪市電の750形と共に13m級大型車として重用された。前面方向幕の大型化改造など受けた後、3両が冷房化改造されたが、元々車齢が高かったことから残りの14両は改造されることなく、順次廃車されていった。このうち578はサンフランシスコ市に寄贈され、トロリーポールを装備のうえ市街中心部のマーケットストリートから、港湾地区の観光地フィッシャーマンズワーフに至る“F-Line”で動態保存されている。この車輌は578-Jへと改番されており、2014年時点の状態は「修繕中」とされている。
冷房改造された車両は、587が2003年、584が2006年に廃車され、2021年現在は582が残るのみとなった。本車は1924年製の元神戸市電J車であり、700形への改造が当初計画通り進行していれば、本来は台車等を残して新造後十数年で姿を消す運命にあったが、改造を繰り返しているとはいえその車齢は100年を超えた。書類上は大幅改造のため1950年代新造扱いとされているものの、車体の鋼体そのものは営業用で日本最古とされる阪堺電気軌道161形電車よりも古い。さらに冷房改造まで実施されており、現役最古、大正時代製では歴代でも唯一となる鉄道における冷房車両である。
582は神戸市電での運行時にはワンマンカーの目印としてオレンジの線が入っていたが、その他の外観は同じである。広島電鉄と神戸市交通局は車両譲渡から半世紀となる2021年に「リバイバル（再評価）神戸」のキャンペーンを行い、582のオレンジ線を復活させ、神戸市営地下鉄車両と共通ヘッドマークを掲げるなどの記念企画を実施。
2021年現在では、朝夕ラッシュの1･3･5･7系統にて運用が限定されており、日中運用に入る事は稀である。また近年では、衆議院・参議院・広島県知事・広島県議会・広島市長・広島市議会の各選挙投票日が近づくと側面に装飾が施され、選挙をPRする「花電車」として日中運用に就く。

## 各車状況
| 車号 | 旧車号   | 竣工       | 所属           | 備考                                                                   |
| ---- | -------- | ---------- | -------------- | ---------------------------------------------------------------------- |
| 571  | 571・K車 | 1973年1月  | 1998年3月廃車  |                                                                        |
| 572  | 572・K車 | 1971年11月 | 1987年6月廃車  |                                                                        |
| 573  | 573・K車 | 1971年11月 | 1990年7月廃車  | 正面から前ドアあたりで切断され、運転士養成所に実物大の運転台として現存 |
| 574  | 574・K車 | 1973年1月  | 1985年10月廃車 |                                                                        |
| 575  | 575・K車 | 1973年1月  | 1990年7月廃車  |                                                                        |
| 576  | 576・K車 | 1973年1月  | 1990年7月廃車  |                                                                        |
| 577  | 577・K車 | 1973年1月  | 1990年7月廃車  |                                                                        |
| 578  | 578・K車 | 1973年1月  | 1985年10月廃車 | サンフランシスコ市へ寄贈                                               |
| 579  | 579・K車 | 1973年1月  | 1985年8月廃車  |                                                                        |
| 580  | 580・K車 | 1973年1月  | 1985年1月廃車  |                                                                        |
| 581  | 591・J車 | 1971年11月 | 1987年6月廃車  |                                                                        |
| 582  | 592・J車 | 1971年11月 | 千田車庫所属   | 唯一の現存車                                                           |
| 583  | 590・J車 | 1971年11月 | 1984年8月廃車  |                                                                        |
| 584  | 584・L車 | 1971年11月 | 2006年6月廃車  |                                                                        |
| 585  | 585・L車 | 1971年11月 | 1985年10月廃車 |                                                                        |
| 586  | 586・L車 | 1971年11月 | 1985年10月廃車 |                                                                        |
| 587  | 587・L車 | 1971年11月 | 2003年3月廃車  |                                                                        |